# 王一博影視作品列表

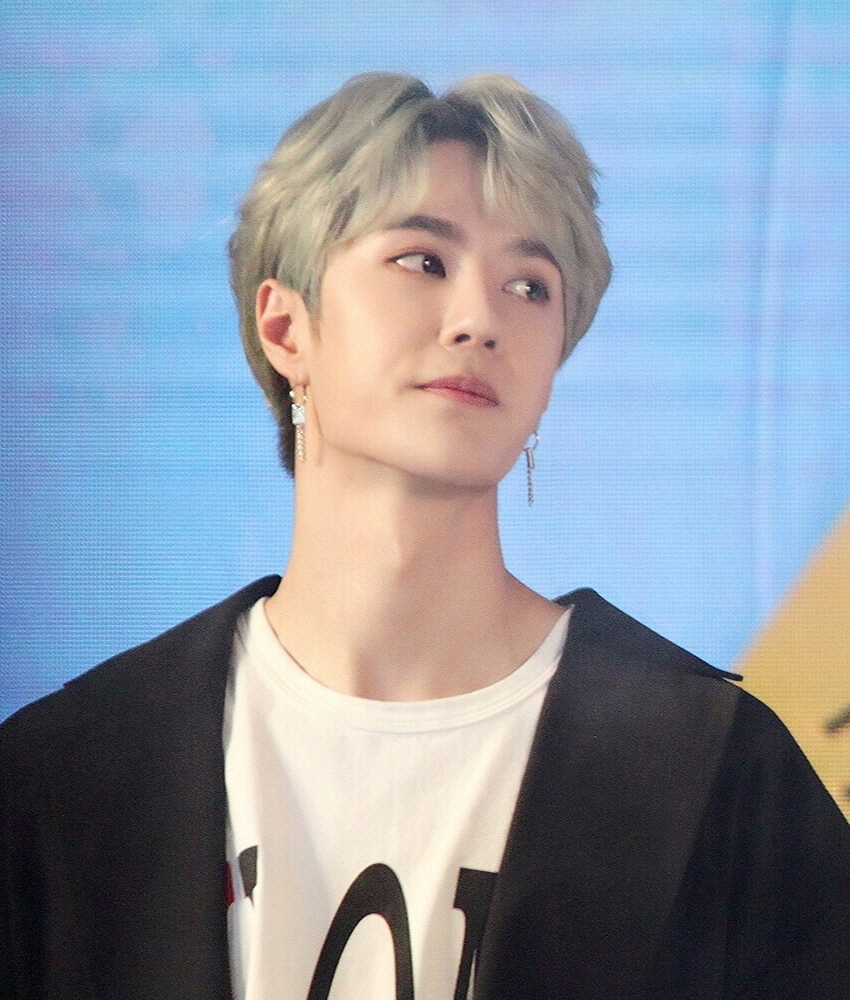
王一博。

主要列舉中國內地男藝人王一博參與演出的非固定綜藝節目、微電影、短片及配音作品等。截至今日，王一博曾出演9部電視劇作品，4部電影作品，以及7部固定綜藝節目。

## 微電影／短片
| 播放年份 | 作品名稱      | 角色         | 備註                         | 合作藝人 |
| 2018     | 熱舞吧！青春  | 林進         | 「OPPO」R15微電影            | 迪麗熱巴 |
| 2019     | 時空的告白    | 秦遠（青年） | 「2019湖南衛視中秋之夜」短片 | 吳昕     |
| 2020     | 花的游吟      | 调酒师       | 「VogueFilm」短片            | 周迅     |
| 2021     | 我的時代和我2 | 不適用       | 現象级人物紀錄片             | 不適用   |

## 配音
| 播放年份 | 作品名稱     | 角色   |
| 2018     | 《昨日青空》 | 齐景轩 |